# Жер-Капчыгай
Жер-Капчыгай (кирг. Жер-Капчыгай) — село в Чаткальском районе Джалал-Абадской области Кыргызстана. Входит в состав Каныш-Кыянского айылного аймака.

## География
Село расположено в западной части области, на правом берегу реки Чаткал, на расстоянии приблизительно 1 километра (по прямой) к западу от села Каныш-Кыя, административного центра района. Абсолютная высота — 1679 метров над уровнем моря.

## История
Населённый пункт получил статус села 15 марта 2021 года.

## Население
Согласно оценочным данным Национального статистического комитета Кыргызской Республики, численность населения села на начало 2023 года составляла 915 человек.